# 洛约拉法学院
洛约拉法学院 （Loyola Law School）是位于美国加州洛杉矶的一所法学院，创设于1920年，附属于洛约拉马利蒙特大学。该院在《美国新闻与世界报道》的法学院排名中排第65名。该院与主校区不在一起，而是另外分设于市中心西湖地区。